# Chiesa di Sant'Agata (Martinengo)
La chiesa prepositurale di Sant'Agata è la parrocchiale di Martinengo, in provincia e diocesi di Bergamo; fa parte del vicariato di Ghisalba-Romano.

## Storia
È difficile ricostruire le origini della chiesa e la scelta della sua intitolazione. Martinengo fu occupata, con la caduta dell'impero romano, dai Goti, i quali, dopo essersi convertiti alla religione cristiana, ebbero una grande venerazione a santa Agata: forse proprio a loro si deve la devozione sul territorio della santa catanese.
La chiesa maggiore di Martinengo non era questa, bensì l'antica parrocchiale di San Salvatore, che poi fu intitolata ai santi Fermo e Rustico e che, in seguito alla costruzione delle mura cittadine, si trovò al di fuori del borgo, perdendo così il ruolo di prima chiesa.

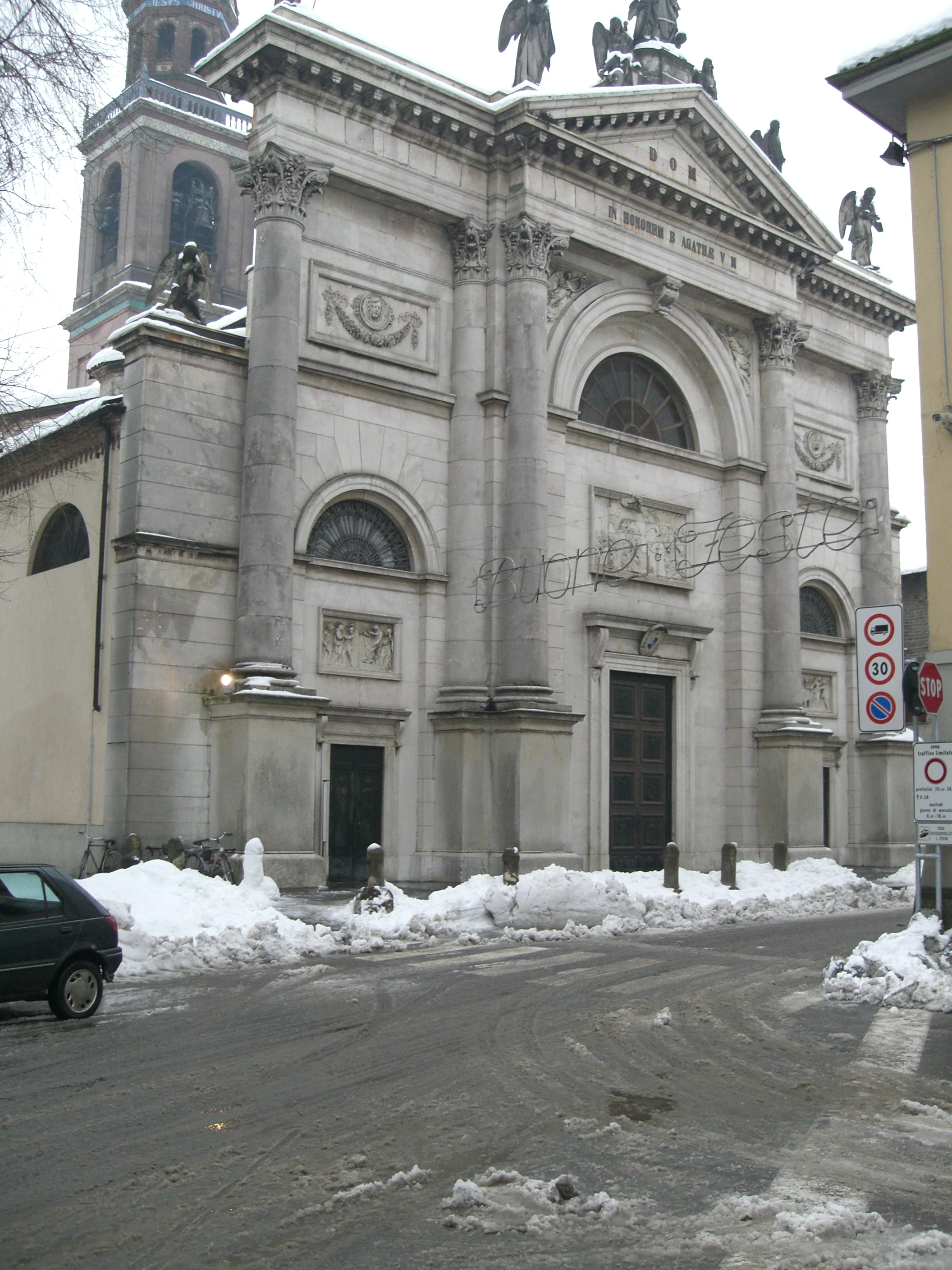
La facciata della chiesa

Il primo documento che indica la presenza di un edificio di culto intitolato a santa Agata risale al 3 marzo 1224, quando viene indicato, in un atto notarile, il presbitero Lanfranco. Il documento riporta la diatriba tra l'allora presbitero e il vescovo di Bergamo, portando la chiesa a essere smembrata da quella di San Lorenzo di Ghisalba, come indicato in un successivo documento del 1260.

La chiesa venne riedificata a partire dal 1320, e 17 aprile 1451 si decise di ricostruire l'edificio, per volontà del condottiero Bartolomeo Colleoni, che era imparentato con i conti Martinengo e che aveva ricevuto il piccolo feudo come segno di riconoscimento dal duca di Milano Filippo Maria Visconti. I Visconti volevano, dal 1454, dare maggior importanza al territorio cittadino ampliandolo e conferendogli il titolo di «feudo». Il 25 aprile 1455 il consiglio comunale approvò l'ampliamento della chiesa affidandone il progetto a Tonino da Lumezzane.
(Libri reformatorum 25 aprile 1455)
 I lavori di ampliamento ebbero una durata di dieci anni. Lo storico veneziano Marin Sanudo, nella sua relazione della località del 1483, scrisse: 
(Relazione di Martinengo del 1483 di Marin Sanudo il Giovane)
Il nuovo edificio fu realizzato in stile gotico lombardo e a tre navate; la ricostruzione della torre campanaria del 1554 fu conseguente al crollo, avvenuto nel 1519, di quella più antica.
Dalla relazione della visita pastorale dell'Arcidiocesi di Milano Carlo Borromeo s'apprende che nella chiesa, la quale aveva come filiali nove oratori, tra i quali Santa Maria dell'Incoronata e il monastero di Santa Chiara, nonché la chiesa di San Salvatore, la più antica della località. Vi erano situati dodici altari ed avevano sede la scuola del Corpo di Cristo, il consorzio della Misericordia e che il parroco era coadiuvato dal vicariato e da altri nove sacerdoti.
Nel XVII secolo furono realizzate importanti opere all'interno della chiesa: la grande cappella dedicata alla Madonna del Rosario, il pulpito ligneo dorato e, nel secolo seguente, l'altare maggiore.
Nel 1650 circa il vescovo Gregorio Barbarigo, compiendo la sua visita, annotò che nella chiesa avevano sede confraternite del Rosario, del Corpus Domini, del Suffragio e del Divino Amore, il consorzio della Misericordia e la scuola della Dottrina Cristiana e che a servizio della cura d'anime c'erano sei sacerdoti, sedici cappellani e due chierici.
Nell'Ottocento la chiesa fu rimodernata secondo gli stili che erano di moda nel tempo, perdendo così quell'aspetto godico che era considerato oscurantista, con la rimozione degli archi a sesto acuto e con la nuova facciata palladiana. Nel 1826 incominciarono i lavori di rifacimento, condotti da Giacomo Bianconi, che ne cambiarono quindi radicalmente l'aspetto; terminarono nel 1866 con la realizzazione della facciata su progetto del Bianconi e con la direzione lavori di Angelo Cattò, disegnata da Giacomo Bianchi.
Nel 1826 la chiesa tornò nel vicariato di Ghisalba, dopo aver fatto parte per più di un secolo di quello di Mornico. La consacrazione fu impartita il 30 marzo 1940 dal vescovo Adriano Bernareggi.
Nel 1922, si tenne in questa chiesa il Congresso Eucaristico diocesano e nel 2000 fu chiesa Giubilare per il Grande Giubileo.
Il 28 giugno 1971 la parrocchia venne aggregata alla neo-costituita zona pastorale XI, per poi confluire il 27 maggio del 1979 nel vicariato di Ghisalba-Romano.
Tra il 2015 e il 2016 la facciata fu restaurata, mentre nel 2018 fu restaurato anche il sagrato.

## Descrizione

### Esterno
La grande facciata in marmo bianco di Zandobbio, sostituì quella più antica di cui non vi è una fonte descrittiva se non su di un dipinto di Coriolano Valania realizzato tra il 1829 e il 1848 anno in cui furono iniziati i lavori di rifacimento. 

L'antica facciata a capanna si sviluppava su tre settori divisi da paraste che terminavano sulla sommità in pinnacoli e definita con arcatelli in cotto di cui rimane testimonianza sulle facciate laterali.
Il progetto iniziale di Giacomo Bianconi, prevedeva già la creazione di una facciata dall'aspetto imponente. Questa fu poi realizzata da Angelo Cattò. Il fronte principale, in stile neo palladiano, risulta ancora diviso in tre settori non più da paraste, ma da colonne corinzie culminanti con statue realizzate dal milanese Luigi Gerli. Il timpano triangolare conclude la facciata.
Le tre sezioni ospitano i tre ingressi di cui quello centrale di misura maggiore. Ciascuno è in rapporto uno a due, l'altezza è il doppio della larghezza con otto formelle in quello centrale e due in quelli laterali. Attilio Nani ha realizzato le formelle del portone in rame nel 1948 raffiguranti: San Giovanni evangelista, san Matteo, san Rocco, san Fermo, sant'Agata, san Giorgio, san Marco, san Luca che oltre a essere i santi titolari della chiesa sono anche quelli venerati dalla cittadinanza. Le formelle degli ingressi laterali furono realizzati successivamente nel 1963 da Ferruccio Guidotti e raffigurano san Francesco, San Giorgio peer l'ingresso dedicato agli uomini, santa Caterina di Siena e sant'Agata, per quello che era l'ingresso dedicato alle donne, Due bassorilievi raffiguranti la vita della santa e finestre lunettate sono presenti sopra gli ingressi minori terminanti con due riquadri con festoni, mentre la sezione centrale sopra il portale, ospita il bassorilievo più grande, raffigurante il martirio della santa titolare e nella parte superiore, una grande apertura ad arco atta a illuminare l'aula. Le undici grandi statue di angeli culminanti la facciata, sono opera sempre di Luigi Gerli che lavorò per vent'anni alla realizzazione delle sculture presenti sulla facciata di cui la più importante è sant'Agata con quattro angeli che compone l'acroterio.

#### Campanile
La torre campanaria ha un'altezza di cinquantacinque metri. La parte inferiore è quella della torre originaria, mentre quella superiore in stile liberty fu innalzata su progetto di Virginio Muzio nel 1901. Culmina, sopra un parapetto con balaustra, il tempietto ottagonale, realizzato per dare maggiore slancio alla forma della torre che, nella forma cinquecentesca, risultava essere piuttosto tozza. L'ottagono ha le aperture su ogni lato ad arco ribassato definito da una fascia dove è presente la scritta «JESUS CHRISTUS DEUS ET HOMO VIVIT REGNAT IMPERAT». Prosegue con otto conchiglie smaltate divise tra di loro da piccole sfere. La torre si completa con la statua dello scultore Giuseppe Riva raffigurante il Redentore.

### Interno
Opere di pregio sono conservate all'interno della chiesa, a tre navate con nove cappelle laterali che è completamente decorata con stucchi, affreschi e marmi, di epoche differenti.

#### Le cappelle e il presbiterio
- La prima cappella entrando a destra in stile neoclassico, è dedicata ai santi Pietro e Paolo e ospita come pala dell'altare marmoreo la tela raffigurante i due santi opera di Defendente Fasolini realizzata nel 1844, artista di Martinengo. La tela, che è stata oggetto di restauro nel 1983, ci presenta i due santi che s'incontrano probabilmente a Roma in un giorno luminoso. L'artista voleva rappresentare, nello scambio di mano dei due santi, l'unione della chiesa.[18] Ai piedi dell'altare vi è la sepoltura del nunzio apostolico Giuseppe Majoli morto nel 1980. La lastra in bronzo fu realizzata da Elia Ajolfi l'anno successivo alla morte, e raffigura il presule con gli abiti vescovili e il pastorale.[19]
- Segue la cappella dedicata a sant'Anna, antica cappella presente già dal XVI secolo in precedenza dedicata a sant'Andrea apostolo che godeva del giuspatronato della famiglia Cucchi. La pala d'altare raffigurante la santa con la figlia Maria, di Sergio Fasolini fu realizzata nel 1977. L'altare è in marmi policromi.[20]
- La terza cappella è intitolata alla Signora del Sacro Cuore, sempre in stile neoclassico, edificata nel 1506, vide nel tempo molte modifiche anche alla sua dedicazione. L'altare ospita la statua della Vergine col Balbino opera di Luigi Carrara del 1880, fu benedetta nel 1974 dal vescovo di Bergamo Gaetano Camillo Guindani, e incoronata nel 1974. L'altare in marmi policromi si presenta con grandi colonne binate che reggono la trabeazione e il timpano a tutto sesto.[21]
- La penultima cappella, dedicata al Sacro Cuore era precedentemente dedicata san Giovanni Battista. Fu ammodernata nel 1910 con il nuovo altare marmoreo opera dei f.lli Manzoni mentre l'impianto superiore fu progettato da Pippo Pinetti solo nel 1940 e presenta la diversità nell'arte della prima metà del Novecento. L'altare ospita centrale il traforo dei plutei e le balaustre in marmo rosso di Verona e verde. La cappella è illuminata dall'apertura lunettata in vetri policromi, la sola di tutta la chiesa.
- L'ultima cappella a sinistra, dedicata alla Madonna Addolorata, fu edificata alla fine del XIX secolo in stile neoclassico. In precedenza la cappella ospitala l'organo a canne poi rimosso. La cappella, con l'altare in marmo bianco di Zandobbio e il marmo Bardiglio nuvolato è completo di quattro colonne in stucco verde con capitelli corinzi che reggono la trabeazione in marmi policromi. La statua lignea di Cristo morto, è ospitata nell'altare e ogni anno, in occasione del venerdì santo, viene portata in processione lungo il percorso della cittadina. La tela dell'altare, opera di Lattanzio Querena raffigura la Pietà con la Madre che in piedi volge lo sguardo al cielo e Giovanni Evangelista e Nicodemo reggono il corpo del martire.[22]
- Il presbiterio è stato oggetto di un grande ricostruzione alla fine del Novecento che però è coerente con l'arte presente nell'altare settecentesco e nel coro ligneo. Durante la ricostruzione è riemerso come i lavori del l'Ottocento avevano rispettato l'originaria conformazione ideata da Giacomo Bianconi nel Quattrocento. La zona è rialzata da quattro gradoni in marmo bianco di Zanbobbio e la pavimentazione riprende quella dell'aula nei tre colori: nero Varenna, rosso Verona e bianco Apuano, creando un effetto tridimensionale. L'altare risalente al 1752, opera di Francesco Ferrata, poi rivisitato nel Novecento con opere di diversi artisti che hanno lavorato nella chiesa in periodi differenti. Il presbiterio ospita l'organo composto da 2334 canne collocato da Bortolo Pansera nel 1900. Gli stucchi, le volte e i decori sono opera del Bianconi che ne curò il progetto e la realizzazione in stile neoclassico così che legare tutto l'impianto architettonico della chiesa. Opera di Ponziano Loverini è la tela raffigurante San Pietro che visita sant'Agata nelle prigioni del 1901. Le altre tele sono Il miracolo del vero di sant'Agata di Paolo Magatta 1728, Sant'Agata davanti al proconsole Quintano di Giuseppe Riva del 1901.
- La cappella della Madonna del Santo Rosario è la prima sul lato sinistro della navata e si presenta in stile barocco, ed è forse la migliore della chiesa. Ospita come pala d'altare la tela di Enea Salmeggia Madonna del Rosario col Bambino e santi Domenico di Guzman, Caterina da Siena, Agata e Apollonia realizzata nel 1617.[23] Fu edificata dalla confraternita del Santo Rosario che godeva del giuspatronato della cappella fin dal Cinquecento. L'ampliamento della cappella obbligò a occupare il suolo dell'antico cimitero. La volta a crociera è sorretta da colonne d'ordine corinzio scanalate ospita affreschi di Antonio Gandino raffiguranti le storie di Maria. L'altare risale al 1770 realizzato dal Ferrata e si presenta nei tipici marmi: verde delle Alpi, giallo Verona e il diaspro di Sicilia. Intorno all'altare vi sono raffigurati in formelle i misteri del Rosario sempre del Gandino.[24] La cappella ospita anche uno dei rari lavori di Francesco Talpino, figli di Enea, morto pochi anni dopo il padre all'età di 28 anni raffigurante Miracolo del Rosario firmata «FRANC.S TAP.S SALMETIA/AEDE AE FIIUS F./MDCXXVI».[25]
- segue la cappella dedicata ai Santi che ospita la pala d'altare Crocifissione con i santi Sebastiano, Pantaleone, Rocco e Carlo Borromeo, opera del 1620 circa di Giovanni Mauro della Rovere detto il Fiammenghino[5].[26] Anche questa si presenta in stile neoclassico.
- La cappella del Corpus Domini fu edificata dopo il 1609 quando risulta fosse dedicata a san Martino di Tours e gestita dalla scuola del Santissimo Sacramento. Diventando nell'Ottocento sotto la gestione della congregazione della Carità fu ristrutturata nelle forme neoclassiche. Conserva la grande tela dell'adorazione dei Magi del bresciano Agostino Galeazzi[27][28] Vi si trova inoltre sulla parete sinistra la tela di Francesco Capella Lavanda dei piedi.
- Dedicata a santa Caterina d'Alessandria, la cappella ospita la tela seicentesca di Gian Franco Marenzi: Madonna e i santi Caterina d'Alessandria, Giorgio, Giuseppe e Lucia. Le quattro grandi colonne terminanti con capitelli ionici, sono in stucco decorato.
- Ultima cappella, ma prima entrando sul lato sinistro, è dedicata alla fonte battesimale. Risulta fosse già presente nella chiesa nel 1560. La tela di Gian Paolo Cavagna raffigurante Battesimo di Gesù nelle acque del Giordano è il solo arredo della cappella che è illuminata dalla vetrata a tutto sesto.